# Игнатьев, Иннокентий Гаврилович
Иннокентий Гаврилович Игнатьев (21 ноября 1929, с. Майя, Мегино-Кангаласский район, Якутская АССР, РСФСР — 28 декабря 2016, Москва, Российская Федерация) — советский государственный деятель, первый заместитель председателя Совета Министров Якутской АССР (1965—1972), народный депутат СССР (1989—1991).

## Биография
Окончил Якутское педагогическое училище, в 1954 г. — Государственный институт физической культуры, в 1963 г. — Высшую партийную школу при ЦК КПСС.
- 1954—1956 гг. — преподаватель Якутского педагогического училища,
- 1956—1959 гг. — второй, затем первый секретарь Якутского городского комитета ВЛКСМ,
- 1959—1960 гг. — работа в аппарате Якутского областного комитета КПСС,
- 1963—1965 гг. — председатель исполнительного комитета Алданского районного совета депутатов трудящихся,
- 1965—1972 гг. — первый заместитель председателя Совета Министров Якутской АССР,
- 1972—1991 гг. — председатель Постоянного представительства Якутской АССР при Правительстве РСФСР.

В 1989—1991 гг. — народный депутат СССР.

## Награды и звания
Награждён тремя орденами «Знак Почёта».
Заслуженный работник народного хозяйства Якутской АССР, заслуженный работник культуры РСФСР, Почётный гражданин Республики Саха (Якутия), города Якутска, Алданского и Мегино-Кангаласского районов, Харанского наслега.